# Left Behind Volume One
Left Behind Volume One – drugi album kanadyjskiego zespołu heavymetalowego Sons of Butcher, wydany w 2005 roku. 

## Lista utworów
1. "SOB Theme"
2. "SOB Story"
3. "The Gentle Art of Butchery 2"
4. "Tit Song"
5. "Cheeseburgs"
6. "Becomin' a Butcher"
7. "Helpin' the Community"
8. "Hate Triangle"
9. "Tapeworm"
10. "'Nsane Dream"
11. "Tenderize Me"
12. "Bacon Shakes"
13. "Epiphany in the Key of Bigfoot"
14. "The Gentle Art" (Original)
15. "Escape Ants"
16. "Lick Me Up"
17. "Low Carb Treat"
18. "Butcher of the Month"
19. "In the Cellar"
20. "Salon Tech"
21. "Rum Cruise"
22. "S'verybody Someone"
23. "Prayers for Fishies"
24. "Bigfoot Rap"
25. "Bacon Shakes (Reprise)"
26. "New Wave Them"